# Постановка
Постановка — процесс создания произведений зрелищных видов искусства. В результате постановки в зависимости от вида искусства появляются спектакль — в театре (при этом в качестве синонима может прямо использоваться слово «постановка»), фильм — в кинематографе, цирковое представление — в цирке. Постановка является творческим процессом, основную роль в котором играет режиссёр-постановщик. В зависимости от жанра ему помогают специалисты: художник-постановщик, дирижёр (в музыкальном театре), хореограф (при наличии танцевальных номеров), постановщики боёв, трюков и так далее.